# Hidalgoit
Hidalgoit ist ein selten vorkommendes Mineral aus der Mineralklasse der „Phosphate, Arsenate und Vanadate“. Es kristallisiert im trigonalen Kristallsystem mit der chemischen Zusammensetzung PbAl3[(OH)6|SO4|AsO4], ist also ein Blei-Aluminium-Sulfat-Arsenat mit zusätzlichen Hydroxidionen.
Hidalgoit findet sich überwiegend in Form körniger bis kompakter, porzellanartiger oder poröser Massen und Rissfüllungen. Auch kleine, sphärolithische bzw. nierige Mineral-Aggregate sind bekannt. Sehr selten entwickelt Hidalgoit auch mikroskopisch kleine Kristalle mit skalenoedrischem Habitus. In reiner Form ist Hidalgoit farblos und durchsichtig. Allerdings ist er aufgrund seiner polykristallinen Ausbildung meist durchscheinend weiß oder nimmt durch Fremdbeimengungen eine hellgrüne, pistaziengrüne oder smaragdgrüne Farbe an.

## Etymologie und Geschichte
Erstmals entdeckt wurde Hidalgoit in der „San Pascual Mine“ bei Zimapán (Municipio Zimapán) im mexikanischen Bundesstaat Hidalgo und beschrieben 1953 durch Robert L. Smith, Frank S. Simons und Angelina C. Vlisidis, die das Mineral nach dem Bundesstaat benannten, in dem seine Typlokalität liegt.
Das Typmaterial des Minerals wird in der Mines ParisTech (École des mines de Paris) in Frankreich sowie in der Harvard University in Cambridge, Massachusetts (Katelog-Nr. 106373–106375) und im National Museum of Natural History in Washington, D.C. (Katalog-Nr. 112726, 112727) in den USA aufbewahrt.

## Klassifikation
In der veralteten 8. Auflage der Mineralsystematik nach Strunz gehörte der Hidalgoit zur Mineralklasse der „Sulfate, Chromate, Molybdate, Wolframate“ und dort zur Abteilung „Wasserfreie Sulfate mit fremden Anionen“, wo er gemeinsam mit Beudantit, Corkit, Hinsdalit, Kemmlitzit, Svanbergit, Weilerit und Woodhouseit in der „Woodhouseit-Reihe“ mit der Systemnummer VI/B.03b steht.
In der zuletzt 2018 überarbeiteten Lapis-Systematik nach Stefan Weiß, die formal auf der alten Systematik von Karl Hugo Strunz in der 8. Auflage basiert, erhielt das Mineral die System- und Mineralnummer VII/B.35-070. Dies entspricht der Klasse der „Phosphate, Arsenate und Vanadate“ und dort der Abteilung „Wasserfreie Phosphate, mit fremden Anionen F,Cl,O,OH“, wo Hidalgoit zusammen mit Beudantit, Corkit, Gallobeudantit, Hinsdalit, Kemmlitzit, Schlossmacherit, Svanbergit und Woodhouseit die „Beudantitgruppe“ mit der Systemnummer VII/B.35 bildet.
Die von der International Mineralogical Association (IMA) zuletzt 2009 aktualisierte 9. Auflage der Strunz’schen Mineralsystematik ordnet den Hidalgoit in die Klasse der „Phosphate, Arsenate und Vanadate“ und dort in die Abteilung „Phosphate usw. mit zusätzlichen Anionen; ohne H2O“ ein. Hier ist das Mineral in der Unterabteilung „Mit mittelgroßen und großen Kationen; (OH usw.) : RO4 = 3 : 1“ zu finden, wo es zusammen mit Beudantit, Corkit, Gallobeudantit, Hinsdalit, Kemmlitzit, Orpheit, Svanbergit, Weilerit und Woodhouseit die „Beudantitgruppe“ mit der Systemnummer 8.BL.05 bildet.
In der vorwiegend im englischen Sprachraum gebräuchlichen Systematik der Minerale nach Dana hat Hidalgoit die System- und Mineralnummer 43.04.01.03. Das entspricht der Klasse der „Phosphate, Arsenate und Vanadate“ und dort der Abteilung „Phosphate“. Hier findet er sich innerhalb der Unterabteilung „Zusammengesetzte Phosphate etc., (Wasserfreie zusammengesetzte Anionen mit Hydroxyl oder Halogen)“ in der „Beudantitgruppe“, in der auch Beudantit, Corkit, Orpheit, Hinsdalit, Svanbergit, Kemmlitzit, Woodhouseit, Weilerit und Gallobeudantit eingeordnet sind.

## Kristallstruktur
Hidalgoit kristallisiert trigonal in der Raumgruppe R3m (Raumgruppen-Nr. 166) mit den Gitterparametern a = 7,04 Å und c = 16,99 Å sowie drei Formeleinheiten pro Elementarzelle.

## Bildung und Fundorte

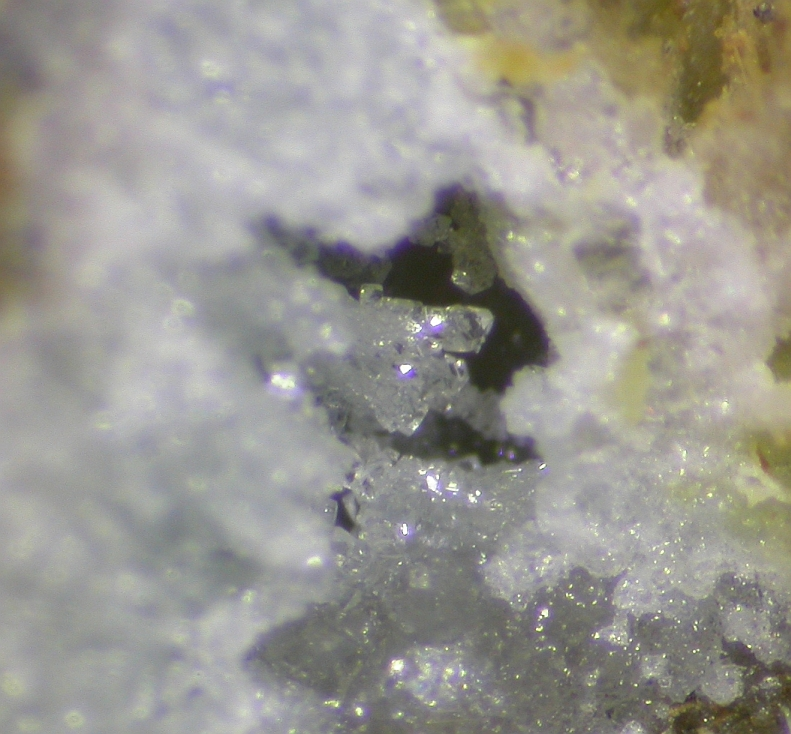
Seltenes, farbloses bis weißes, körniges Hidalgoit-Aggregat aus der Grube Sauberg, Ehrenfriedersdorf, Erzgebirge, Sachsen (Sichtfeld: 3 mm)

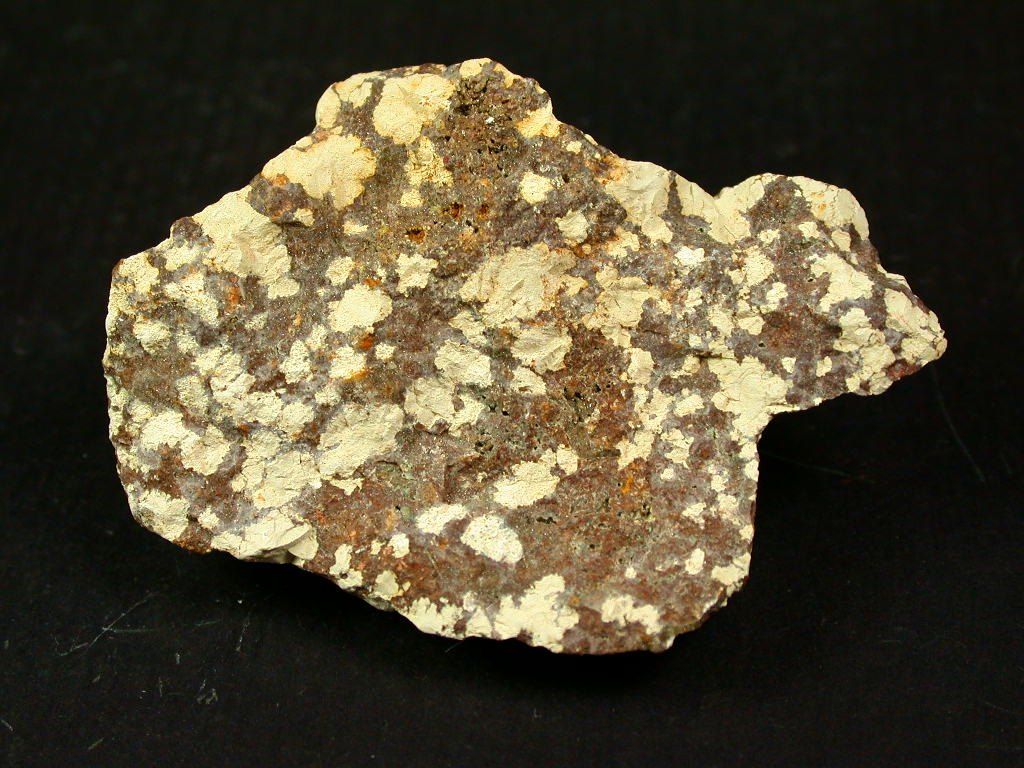
Hellbräunlicher Hidalgoit in Matrix aus der Gold Hill Mine, Deep Creek Mountains, Tooele County, Utah, USA (Größe: 6,4 cm × 4,5 cm)

Hidalgoit bildet sich sekundär in der Oxidationszone polymetallischer Sulfid-Lagerstätten. Als Begleitminerale können unter anderem Beudantit, Carbonatcyanotrichit, Limonit, Mansfieldit und verschiedene Turmaline auftreten.
Als seltene Mineralbildung konnte Hidalgoit nur an wenigen Fundorten nachgewiesen werden, wobei bisher (Stand 2014) rund 60 Fundorte als bekannt gelten. Seine Typlokalität „San Pascual Mine“ in Hidalgo ist dabei der bisher einzige bekannte Fundort in Mexiko.
In Deutschland konnte Hidalgoit unter anderem in der Grube „Michael“ bei Weiler und der Grube „Silbereckle“ bei Reichenbach (Lahr) im Schwarzwald in Baden-Württemberg; bei Gadernheim und am Grauen Stein bei Wiesbaden-Frauenstein in Hessen; in der Antimon-Grube Caspari bei Uentrop (Arnsberg), bei Ramsbeck, im Steinbruch Plöger bei Velbert, der Grube Vereinigtes Glückauf bei Rösrath und „Genna Zinkhütte“ bei Letmathe in Nordrhein-Westfalen; in der Grube Friedrichssegen bei Bad Ems/Lahnstein in Rheinland-Pfalz und der Grube „Sauberg“ bei Ehrenfriedersdorf in Sachsen.
In der Schweiz kennt man das Mineral bisher nur von der Mürtschenalp im Kanton Glarus.
Weitere Fundorte liegen unter anderem in Australien, Belgien, Chile, China, Frankreich, Griechenland, Irland, Italien, Japan, Namibia, Portugal, Spanien, Tschechien, im Vereinigten Königreich (UK) und den Vereinigten Staaten von Amerika (USA).